# Tim Tscharnke
Tim Tscharnke (* 13. Dezember 1989 in Weißenfels) ist ein ehemaliger deutscher Skilangläufer.

## Werdegang
Tscharnke, der im Alter von zwei Jahren erstmals auf Langlaufski stand, absolvierte seinen ersten Start bei einem FIS-Rennen im Dezember 2005 in Oberwiesenthal. Dort belegte der für den SV Biberau startende Sportler beim Verfolgungswettbewerb den 75. Platz von 87 Startern. Einen Monat später gelang ihm ebenfalls in einem FIS-Rennen mit Platz sechs über 10 Kilometer Freistil seine erste Top-Ten-Platzierung. Bei den deutschen Meisterschaften 2006 erreichte er beim Sieg von Tobias Angerer den siebenten Platz über 10 Kilometer klassisch. In der darauf folgenden Saison bestritt er erstmals Wettkämpfe im Skilanglauf-Alpencup. In Hochfilzen gelang ihm mit Platz 13 über 15 Kilometer klassisch seine beste Saisonplatzierung in dieser Wettkampfserie. Im Februar 2007 siegte er beim Europäischen Olympischen Winter-Jugendfestival in Jaca über die 10 Kilometer Freistil. Bei der Junioren-Weltmeisterschaft 2007 in Tarvisio startete er im Verfolgungswettbewerb und belegte den 24. Platz. Schon ein Jahr später gewann er trotz Erkrankung im Vorfeld bei der Junioren-Weltmeisterschaft 2008 im italienischen Mals im Wettbewerb über 10 Kilometer klassisch hinter Hans Christer Holund und Alex Harvey seine erste Medaille. Im Staffelwettbewerb musste er sich im Schlusssprint nur dem russischen Schlussläufer geschlagen geben und sicherte der deutschen Mannschaft die Silbermedaille. Über die 20 Kilometer Freistil, die im Massenstart ausgetragen wurden, belegte er beim Sieg seines Trainingskollegen Philipp Marschall den achten Platz. Nach der erfolgreichen Junioren-Weltmeisterschaft gelangen Tscharnke auch im Alpencup erste Erfolge. In Capracotta belegte er im 10 Kilometer klassisch den sechsten Platz und feierte in Pokljuka über 15 Kilometer klassisch mit dem dritten Rang seine erste Podiumsplatzierung in der nach dem Weltcup wichtigsten Skilanglauf-Wettkampfserie.
Ab 2008 trainierte Tscharnke zusammen mit Axel Teichmann und Jens Filbrich in der Oberhofer Trainingsgruppe von Cuno Schreyl. Nachdem er vor dem Start der Saison 2008/09 bei den Leistungstests die besten Resultate der deutschen Mannschaft und auch im Alpencup gute Resultate aufweisen konnte, wurde er für das Aufgebot der ersten beiden Wettbewerbe der Tour de Ski 2008/09 nominiert. Beim Prolog in Oberhof über 3,5 Kilometer Freistil belegte er unter 66 Startern einen beachtlichen 35. Platz. Beim anschließenden Verfolgungswettbewerb über 15 Kilometer klassisch verlor er jedoch weitere fünf Plätze. Die Junioren-Weltmeisterschaft 2009 in Le Praz-de-Lys-Sommand begann für Tscharnke mit einem sechsten Platz im Sprintwettbewerb, der in der klassischen Technik ausgetragen wurde. Im Massenstartwettbewerb verpasste er im Sprint einer vierköpfigen Spitzengruppe knapp eine Medaille. Und auch über die 10 Kilometer Freistil reichte es beim Vierfacherfolg der russischen Athleten nur zu einem siebenten Platz. Im Staffelwettbewerb konnte er jedoch sich und der deutschen Mannschaft hinter der überragenden russischen Mannschaft die Silbermedaille sichern. Im Februar wurde Tscharnke nochmals in das Weltcupaufgebot berufen und belegte in Valdidentro den 54. Platz über 15 Kilometer Freistil. Bei den deutschen Meisterschaften in Hinterzarten wurde er Fünfter über die 20 Kilometer klassisch (Massenstart).
Im Sommer 2009 begann Tscharnke seine Ausbildung zum Zollwachtmeister und gehörte danach dem Zoll Ski Team an. Nachdem Tscharnke wie schon im Vorjahr gute Resultate bei den Leistungstest im Sommer/ Herbst zeigen konnte, nominierte ihn Bundestrainer Jochen Behle nach dem verletzungsbedingten Ausfall von Franz Göring für den Auftakt des Skilanglauf-Weltcups 2009/10 in Beitostølen. Mit Platz 21 über die 15 Kilometer Freistil sicherte sich Tscharnke nicht nur seine ersten Weltcup-Punkte, sondern erzielte auch das beste Resultat der gesamten deutschen Mannschaft. Im slowenischen Rogla qualifizierte er sich wie zuvor schon in Davos für die Viertelfinalläufe des Sprintwettbewerbs. Mit dem 22. Platz erreichte er sein bestes Karriereresultat in einem Weltcup-Sprint. Auch bei den Sprintwettbewerben der Tour de Ski 2009/10 konnte er mit den Plätzen 23 und zehn überzeugen. Im russischen Rybinsk erkämpfte er sich in Abwesenheit vieler Spitzenathleten im Teamsprint zusammen mit Josef Wenzl mit Rang drei seine erste Podiumsplatzierung. Bei den Olympischen Spielen 2010 in Vancouver gewann Tscharnke zusammen mit Axel Teichmann die Silbermedaille im Teamsprint. Am 30. April 2010 wurde ihm für seine Leistungen durch Bundespräsident Horst Köhler das Silberne Lorbeerblatt verliehen. Am Ende der Saison belegte er den 59. Platz in der Weltcupgesamtwertung und den 34. Platz in der Sprintwertung.
Zum Auftakt der Saison 2010/11 in Gällivare gelang ihm mit dem elften Platz über 15 Kilometer Freistil. Bei den Nordischen Skiweltmeisterschaften 2011 in Oslo kam er auf den 34. Platz im 50-km-Massenstartrennen, auf den 29. Rang im Sprint und den vierten Platz im Teamsprint. In der Saison 2012/13 gelang Tscharnke an seinem 23. Geburtstag in Canmore (Kanada) sein erster Sieg in einem Weltcuprennen. Die Abwesenheit einiger Läufer der Weltspitze nutzte Tscharnke zum ersten Platz im Massenstartrennen über 15 km im klassischen Stil. Seine besten Ergebnisse bei den Nordischen Skiweltmeisterschaften 2013 im Val di Fiemme waren der 14. Platz über 15 km Freistil und der siebte Platz mit der Staffel. Bei den Olympischen Spielen 2014 in Sotschi verpasste er mit Hannes Dotzler im Teamsprint wegen eines Sturzes kurz vor dem Ziel eine sichere Medaille. Am 10. Januar 2015 siegte Tscharnke in Val di Fiemme im Rahmen der Tour de Ski zum zweiten Mal im Weltcup, wiederum in einem 15-km-Massenstart-Rennen im klassischen Stil. Die Tour de Ski beendete er auf den 20. Rang. Bei den Nordischen Skiweltmeisterschaften 2015 in Falun belegte er den 28. Platz im Sprint, den siebten Rang mit der Staffel und den vierten Platz im Teamsprint.
Am 29. Juni 2017 teilte Tscharnke über seine Facebook-Seite mit, dass er seine Karriere aus gesundheitlichen Gründen beendet habe. Beeinträchtigungen an Rücken und Füßen ließen ein Trainingsprogramm, das für Spitzenplatzierungen notwendig ist, nicht mehr zu.
Der Deutsche Skiverband verlieh ihm die Silberne Ehrennadel.

## Siege bei Weltcuprennen

### Weltcupsiege im Einzel
| Nr. | Datum             | Ort     | Disziplin                   |
| --- | ----------------- | ------- | --------------------------- |
| 1.  | 13. Dezember 2012 | Canmore | 15 km klassisch Massenstart |

### Etappensiege bei Weltcuprennen
| Nr. | Datum           | Ort           | Disziplin                   | Rennen           |
| --- | --------------- | ------------- | --------------------------- | ---------------- |
| 1.  | 10. Januar 2015 | Val di Fiemme | 15 km klassisch Massenstart | Tour de Ski 2015 |

## Platzierungen im Weltcup

### Weltcup-Statistik
Die Tabelle zeigt die erreichten Platzierungen im Einzelnen.
- 1.–3. Platz: Anzahl der Podiumsplatzierungen
- Top 10: Anzahl der Platzierungen unter den ersten zehn
- Punkteränge: Anzahl der Platzierungen innerhalb der Punkteränge
- Starts: Anzahl gelaufener Rennen in der jeweiligen Disziplin
- Hinweis: Bei den Distanzrennen erfolgt die Einordnung gemäß FIS.

| Platzierung         | Distanzrennen a | Distanzrennen a | Distanzrennen a | Distanzrennen a | Distanzrennen a | Skiathlon Verfolgung | Sprint | Etappen- rennen b | Gesamt | Team   | Team    |
| Platzierung         | ≤ 5 km          | ≤ 10 km         | ≤ 15 km         | ≤ 30 km         | > 30 km         | Skiathlon Verfolgung | Sprint | Etappen- rennen b | Gesamt | Sprint | Staffel |
| ------------------- | --------------- | --------------- | --------------- | --------------- | --------------- | -------------------- | ------ | ----------------- | ------ | ------ | ------- |
| 1. Platz            |                 |                 | 2               |                 |                 |                      |        |                   | 2      |        |         |
| 2. Platz            |                 |                 |                 |                 |                 |                      |        |                   |        |        |         |
| 3. Platz            |                 |                 |                 |                 |                 |                      |        |                   |        | 1      | 1       |
| Top 10              | 1               | 1               | 2               | 2               |                 | 2                    | 7      |                   | 15     | 3      | 8       |
| Punkteränge         | 2               | 4               | 18              | 3               | 1               | 19                   | 21     | 8                 | 76     | 6      | 9       |
| Starts              | 9               | 6               | 26              | 5               | 3               | 26                   | 41     | 9                 | 125    | 6      | 9       |
| Stand: Karriereende |                 |                 |                 |                 |                 |                      |        |                   |        |        |         |

### Weltcup-Gesamtplatzierungen
| Saison  | Gesamt | Gesamt | Distanz | Distanz | Sprint | Sprint |
| Saison  | Punkte | Platz  | Punkte  | Platz   | Punkte | Platz  |
| ------- | ------ | ------ | ------- | ------- | ------ | ------ |
| 2009/10 | 119    | 59.    | 38      | 67.     | 81     | 34.    |
| 2010/11 | 119    | 52.    | 85      | 37.     | 4      | 100.   |
| 2011/12 | 326    | 29.    | 214     | 24.     | 30     | 60.    |
| 2012/13 | 338    | 22.    | 177     | 25.     | 103    | 19.    |
| 2013/14 | 245    | 31.    | 101     | 33.     | 120    | 19.    |
| 2014/15 | 112    | 55.    | 67      | 47.     | 1      | 98.    |
| 2016/17 | 11     | 131.   | 11      | 91.     | –      | –      |